# Bolcoördinaten

Punt bepaald door bolcoördinaten met de voerstraal en de twee hoeken en

Bolcoördinaten vormen een driedimensionaal coördinatenstelsel, vergelijkbaar met het tweedimensionale stelsel van poolcoördinaten. Net als in twee dimensies wordt in drie dimensies de afstand {\displaystyle r} van het punt {\displaystyle P} tot de oorsprong als eerste coördinaat gebruikt. De beide andere coördinaten zijn hoeken. De tweede coördinaat is de hoek {\displaystyle \theta } die de lijn {\displaystyle OP} met de positieve z-as maakt, dus met een waarde in het interval {\displaystyle [0,\pi ]}. De derde coördinaat is de hoek {\displaystyle \varphi } die de projectie van {\displaystyle OP} in het {\displaystyle xy}-vlak maakt met de positieve {\displaystyle x}-as. Opgemerkt moet worden dat de hier gebruikte notatie de gebruikelijke is in de natuurkunde en materiaalkunde. In een wiskundige context worden vaak de rollen van {\displaystyle \theta } en {\displaystyle \varphi } omgewisseld, wat een bron van verwarring is. Ook wordt wel in plaats van {\displaystyle r} het symbool {\displaystyle \rho } gebruikt.
Het verband tussen de cartesische coördinaten {\displaystyle (x,y,z)} en de bolcoördinaten {\displaystyle (r,\theta ,\varphi )} wordt gegeven door:
{\displaystyle x=r\ \sin(\theta )\cos(\varphi )}
{\displaystyle y=r\ \sin(\theta )\sin(\varphi )}
{\displaystyle z=r\ \cos(\theta )}
Op de {\displaystyle z}-as is het stelsel gedegenereerd: voor {\displaystyle \theta =0} doet de hoek {\displaystyle \varphi } niet ter zake en geldt {\displaystyle (x,y,z)=(0,0,r)}. Evenzo: voor {\displaystyle \theta =\pi } geldt {\displaystyle (x,y,z)=(0,0,-r)}. Voor {\displaystyle r=0} doen de hoeken {\displaystyle \theta } en {\displaystyle \varphi } niet ter zake en geldt {\displaystyle (x,y,z)=(0,0,0)}. 

## Jacobiaan
De jacobi-matrix van deze transformatie is:
{\displaystyle J={\frac {\partial (r,\theta ,\varphi )}{\partial (x,y,z)}}={\begin{bmatrix}{\frac {x}{r}}&{\frac {y}{r}}&{\frac {z}{r}}\\{\frac {xz}{r^{2}{\sqrt {x^{2}+y^{2}}}}}&{\frac {yz}{r^{2}{\sqrt {x^{2}+y^{2}}}}}&{\frac {-(x^{2}+y^{2})}{r^{2}{\sqrt {x^{2}+y^{2}}}}}\\{\frac {-y}{x^{2}+y^{2}}}&{\frac {x}{x^{2}+y^{2}}}&0\end{bmatrix}}={\begin{bmatrix}\sin(\theta )\cos(\varphi )&\sin(\theta )\sin(\varphi )&\cos(\theta )\\{\frac {1}{r}}\cos(\theta )\cos(\varphi )&{\frac {1}{r}}\cos(\theta )\sin(\varphi )&-{\frac {1}{r}}\sin(\theta )\\-{\frac {1}{r}}{\frac {\sin(\varphi )}{\sin(\theta )}}&{\frac {1}{r}}{\frac {\cos(\varphi )}{\sin(\theta )}}&0\end{bmatrix}}}
Omgekeerd
{\displaystyle {\frac {\partial (x,y,z)}{\partial (r,\theta ,\varphi )}}={\begin{bmatrix}\sin(\theta )\cos(\varphi )&r\cos(\theta )\cos(\varphi )&-r\sin(\theta )\sin(\varphi )\\\sin(\theta )\sin(\varphi )&r\cos(\theta )\sin(\varphi )&r\sin(\theta )\cos(\varphi )\\\cos(\theta )&-r\sin(\theta )&0\end{bmatrix}}={\begin{bmatrix}{\frac {x}{r}}&{\frac {zx}{\sqrt {x^{2}+y^{2}}}}&-y\\{\frac {y}{r}}&{\frac {zy}{\sqrt {x^{2}+y^{2}}}}&x\\{\frac {z}{r}}&-{\sqrt {x^{2}+y^{2}}}&0\end{bmatrix}}}

## Coördinatentransformatie
Een functie {\displaystyle f} van de drie variabelen {\displaystyle x}, {\displaystyle y} en {\displaystyle z} krijgt in bolcoördinaten de gedaante:
{\displaystyle f_{B}(r,\theta ,\varphi )=f(r\sin(\theta )\cos(\varphi ),r\sin(\theta )\sin(\varphi ),r\cos(\theta ))}
Een vectorveld {\displaystyle F}, met in het punt {\displaystyle (x,y,z)} de componenten
{\displaystyle F_{x}(x,y,z),F_{y}(x,y,z)} en {\displaystyle F_{z}(x,y,z)},
wordt ontbonden in een component langs de voerstraal {\displaystyle r} en loodrecht daarop in een component in de "richting" van {\displaystyle \varphi } en in de "richting" van {\displaystyle \theta }, de laatste rakend aan de cirkel om de oorsprong door {\displaystyle r} in het vlak door {\displaystyle r} en de z-as en de eerste loodrecht hierop, rakend aan de cirkel om de z-as, door {\displaystyle r} en evenwijdig aan het xy-vlak. Voor deze componenten geldt:
{\displaystyle F_{r}=F_{x}\sin(\theta )\cos(\varphi )+F_{y}\sin(\theta )\sin(\varphi )+F_{z}\cos(\theta )}
{\displaystyle F_{\theta }=-F_{x}\sin(\varphi )+F_{y}\cos(\varphi )}
{\displaystyle F_{\varphi }=F_{x}\cos(\theta )\cos(\varphi )+F_{y}\cos(\theta )\sin(\varphi )-F_{z}\sin(\theta )}
Omgekeerd:
{\displaystyle F_{x}=F_{r}\cos(\varphi )\sin(\theta )-F_{\varphi }\sin(\varphi )+F_{\theta }\cos(\varphi )\cos(\theta )}
{\displaystyle F_{y}=F_{r}\sin(\varphi )\sin(\theta )+F_{\varphi }\cos(\varphi )+F_{\theta }\sin(\varphi )\cos(\theta )}
{\displaystyle F_{z}=F_{r}\cos(\theta )-F_{\theta }\sin(\theta )}

### Voorbeeld
De functie {\displaystyle f} gedefinieerd door:
{\displaystyle f(x,y,z)=x^{2}+y^{2}+z^{2}}
heeft in bolcoördinaten de vorm:
{\displaystyle f_{B}(r,\theta ,\varphi )=f(r\sin(\theta )\cos(\varphi ),r\sin(\theta )\sin(\varphi ),r\cos(\theta ))=}
{\displaystyle (r\sin(\theta )\cos(\varphi ))^{2}+(r\sin(\theta )\sin(\varphi ))^{2}+(r\cos(\theta ))^{2}=r^{2}}
Het vectorveld {\displaystyle F} gedefinieerd door:
{\displaystyle F_{x}(x,y,z)=x}
{\displaystyle F_{y}(x,y,z)=y}
{\displaystyle F_{z}(x,y,z)=z}
heeft in bolcoördinaten de vorm:
{\displaystyle F_{r}(r,\theta ,\varphi )=F_{x}\sin(\theta )\cos(\varphi )+F_{y}\sin(\theta )\sin(\varphi )+F_{z}\cos(\theta )=}
{\displaystyle x\sin(\theta )\cos(\varphi )+y\sin(\theta )\sin(\varphi )+z\cos(\theta )=r}
{\displaystyle F_{\theta }(r,\theta ,\varphi )=-F_{x}\sin(\varphi )+F_{y}\cos(\varphi )=-x\sin(\varphi )+y\cos(\varphi )=0}
{\displaystyle F_{\varphi }(r,\theta ,\varphi )=F_{x}\cos(\theta )\cos(\varphi )+F_{y}\cos(\theta )\sin(\varphi )-F_{z}\sin(\theta )=}
{\displaystyle x\cos(\theta )\cos(\varphi )+y\cos(\theta )\sin(\varphi )-z\sin(\theta )=0}

## Coördinaten op een boloppervlak
Een boloppervlak met straal {\displaystyle R} heeft in bolcoördinaten de vergelijking {\displaystyle r=R} indien als oorsprong het middelpunt van de bol wordt gekozen. Op het boloppervlak heeft men zo een coördinatenstelsel met de twee overige coördinaten. Bovengenoemde {\displaystyle \theta } wordt vaak vervangen door zijn complement. Het verband tussen de cartesische coördinaten {\displaystyle x,y,z} en de bolcoördinaten {\displaystyle \theta ,\phi } op het boloppervlak met straal {\displaystyle r} wordt dan dus gegeven door: (merk op dat deze formules niet overeen komen met de tekening op deze pagina hierboven; dit komt omdat er een andere keuze is gemaakt voor de hoeken)
{\displaystyle x=r\ \cos \theta \cos \phi }
{\displaystyle y=r\ \cos \theta \sin \phi }
{\displaystyle z=r\ \sin \theta }
Omgekeerd zijn:
{\displaystyle {\theta }=\cos ^{-1}\left({\frac {z}{\sqrt {x^{2}+y^{2}+z^{2}}}}\right)}
{\displaystyle {\phi }=\tan ^{-1}\left({\frac {y}{x}}\right)}
Per toepassing, waaronder geografische coördinaten en diverse variaties van astronomische coördinatenstelsels, variëren de gebruikte termen, maar een systeem van gemeenschappelijke termen (eventueel tussen aanhalingstekens geschreven) is als volgt: voor {\displaystyle \theta } breedte, voor {\displaystyle \phi } lengte, voor het punt {\displaystyle \theta =\pi /2} noordpool, voor het punt {\displaystyle \theta =-\pi /2} zuidpool, en voor het vlak {\displaystyle \theta =0} basisvlak, evenaar of equator.
Er kan nog gekozen worden in welke richting geldt dat de hierboven met {\displaystyle \theta } aangeduide parameter nul is, en in welke daarop loodrechte richting {\displaystyle \phi =0}.
Geografische coördinaten corresponderen met een {\displaystyle x}-, {\displaystyle y}- en {\displaystyle z}-as volgens de rechterhandregel, met een positieve {\displaystyle x}-as die de Aarde snijdt in 0° NB 0° OL, een positieve {\displaystyle y}-as in 0° NB 90° OL en een positieve {\displaystyle z}-as in 90° NB. Als oosterlengte positief wordt gerekend correspondeert deze volgens de rechterhandregel met de positieve {\displaystyle z}-richting.